# Zanthoxylum thomense
Zanthoxylum thomense är en vinruteväxtart som först beskrevs av Adolf Engler, och fick sitt nu gällande namn av Auguste Jean Baptiste Chevalier och Alma May Waterman. Zanthoxylum thomense ingår i släktet Zanthoxylum och familjen vinruteväxter. Inga underarter finns listade i Catalogue of Life.